# Maria Elena Boschi
Maria Elena Boschi (Montevarchi, 24 januari 1981) is een Italiaans politica, volksvertegenwoordiger voor de Partito Democratico en Minister voor grondwetsherziening en parlementsrapportage in het kabinet-Renzi.

## Biografie
Boschi werd geboren in Montevarchi (provincie Arezzo) en studeerde rechten aan de Universiteit van Florence. Ze werd na haar studie advocaat, gespecialiseerd in vennootschapsrecht.
Ze was tot 4 juni 2013 lid van de bestuursraad van waterleidingbedrijf Publiacqua. Als bestuurslid van de Partito Democratico (afdeling Florence) heeft ze samen met Simona Bonafé en Sara Biagiotti de verkiezingscampagne voor Matteo Renzi bij de centrumlinkse voorverkiezingen gecoördineerd. Na de verkiezingen van 2013 zetelde ze in de Camera dei Deputati voor de regio Toscana. Ze is nationaal bestuurslid van de Partito Democratico.

## Portefeuille
Sinds 22 februari 2014 is Boschi Minister van grondwetsherziening en parlementsrapportage in de regering Renzi. Hiermee is ze de eerste vrouw met deze verantwoordelijkheid, en bovendien de jongste minister van de republiek, in de geschiedenis van Italië.
Deze portefeuille is eerder in handen geweest van de christendemocraten Mino Martinazzoli (1991-1992) en Leopoldo Elia (1993-1994), van Lega Nord ministers Francesco Speroni (1994-1995), Umberto Bossi (2001-2004 en 2008-2011) en Roberto Calderoli (2004-2006), van de Olijfboomcoalitie (L'Ulivo') met Giovanni Motzo (1995-1996), Giuliano Amato (1998-1999) en Antonio Maccanico (1999-2001), van de sociaaldemocraat Vannino Chiti  (2006-2008) en van de Nieuw Centrumrechts minister Gaetano Quagliariello (2013-2014)